# فرانك تشين
فرانك تشين (بالإنجليزية: Frank Chin)‏ (25 فبراير 1940، بيركيلي في الولايات المتحدة)؛ كاتب، كاتب مسرحي وروائي أمريكي.

## روابط خارجية
- فرانك تشين على موقع IMDb (الإنجليزية)